# Pericallimyia io
Pericallimyia io är en tvåvingeart som först beskrevs av Zumpt 1956.  Pericallimyia io ingår i släktet Pericallimyia och familjen spyflugor.
Artens utbredningsområde är Kongo. Inga underarter finns listade i Catalogue of Life.